# Мукунку, Жерар
Жерар Бьена Мукунку (фр. Gerard Biena Mukunku; 5 марта 1977, Киншаса) — конголезский футболист, защитник, ныне футбольный тренер и член делегации футбольной федерации ДР Конго.

## Карьера
Мукунку выступал в ДР Конго за клубы «Дезембе» и «Вита», с которыми 4 раза становился чемпионом страны. Несмотря на номинальную позицию защитника, в «Вите» Мукунку был лучшим бомбардиром команды, исполняя все штрафные и пенальти клуба. Одновременно с этим, Мукунку играл и за сборную ДР Конго.
В 2000 году агент футболиста начал подыскивать Мукунку выгодные предложения. Конголезец был на просмотре в бельгийском «Локерене» и тунисском клубе «Этуаль дю Саэль», но ни одной из этих команд не подошёл и вернулся в «Виту». В 2001 году Мукунку сыграл первый официальный матч в составе национальной команды в квалификационном турнире к чемпионату мира 2002 с Тунисом.
В 2000 году занимавшийся алмазным бизнесом президент московского «Спартака» Юрий Заварзин получил права над «Вита Клабом». Хозяин «Спартака» Андрей Червиченко взял из этой команды лучшего игрока клуба Жерара Мукунку, заключив с футболистом двухлетний контракт.
Мукунку дебютировал в «Спартаке» в матче Кубка Содружества 2001 года против мозырьской «Славии». На послематчевой пресс-конференции главный тренер «Спартака» Олег Романцев, комментируя вопрос приглашения игроков в сборную, сделал следующее заявление об игре Жерара Мукунку, которое позже разошлось на цитаты (как и иные заявления Романцева на конференции):

Конечно же, в [сборной] России будут играть спартаковцы, динамовцы, локомотивцы, торпедовцы, факелцы и так далее. Но не зарубежные игроки. Для меня, как для тренера, конечно, ОЧЕНЬ обидно... Я опять, опять нашел человека... Из Конго, по-моему. Ну он хороший! Ну как я могу его выгнать? Ну он хоро-о-оший! Он очень здорово бежит. Очень здорово все понимает. Ну он техничный. Не могу я его выгнать. Я хочу, чтобы такие игроки были и в России. И на эту тему мы работаем все вместе в "Спартаке".

Говоря об интересе со стороны публики во время турнира, сам Жерар утверждал, что не мог разобраться, рады ли ему или освистывают. Несмотря на то, что он в итоге подписал контракт со «Спартаком», он не провёл ни одного официального матча за клуб, поскольку все нужные документы пришли из Африки уже после окончания «трансферного окна». В результате за «Спартак» Мукунку провёл лишь 12 товарищеских матчей и забил один гол. После подписания контракта Мукунку отправился в ДР Конго, где играл за сборную, участвовавшую в отборе к Кубку африканских наций. В сентябре 2001 года Мукунку снова приехал в расположение «Спартака», сыграв товарищеский матч против дубля клуба «Торпедо-ЗИЛ» (4:0), но не был внесён в заявочный список команды, поэтому не сыграл за них ни в чемпионате России, ни в Лиге чемпионов.
Конголезца русскому языку обучал игрок «Спартака» Василий Баранов, однако от него же Мукунку набрался нецензурных выражений. Одноклубники часто в качестве развлечения отправляли Мукунку в столовую попросить у поварих что-нибудь, но при этом в качестве предмета конголезец должен был назвать какое-то нецензурное слово. Игроки «красно-белых» часто наблюдали, как за незадачливым игроком бегали разгневанные сотрудники столовой после подобных обращений. В итоге эта привычка Мукунку постоянно ругаться обернулась большим скандалом: в магазине он настойчиво просил у продавщиц продать ему какие-то продукты, громко матерясь, и те вызвали милицию. В отделении милиции Мукунку точно так же, матерясь, отвечал на все вопросы. В 2014 году в интервью порталу Чемпионат.com Мукунку объяснил, что тогда забыл документы на базе, а в разговоре с милиционерами не смог ничего объяснить и «на автомате» начал ругаться матом. Тогда только вмешательство руководства клуба помогло замять инцидент
Мукунку помог сборной ДР Конго выйти в финальную часть Кубка африканских наций 2002 года, но не попал в заявку команды на турнир из-за бюрократической неразберихи. Из-за травмы он не сыграл на Кубке Содружества 2002. В том же 2002 году Мукунку перешёл в воронежский «Факел», где сразу стал игроком основного состава, проведя в первом же сезоне 29 матчей. В 2003 году «Факел», в составе которого выступал Мукунку, занял 18-е место и вылетел из первого дивизиона чемпионата России, после чего Мукунку ушёл из команды: играть во втором дивизионе ПФЛ иностранцам запрещалось.
Мукунку вернулся в ДР Конго и перешёл в клуб «ТП Мазембе». Через год «Факел» вернулся в первый дивизион и предложил Мукунку вновь играть за воронежскую команду, но тот ответил отказом. Позже Мукунку перешёл в клуб «Маньема Юнион», стал капитаном команды и в её составе участвовал в матчах Кубка конфедерации КАФ в 2008 году.
В 2014 году Мукунку избил судью в матче Кубка ДР Конго, за что был дисквалифицирован на 10 лет, и завершил карьеру в качестве игрока. По состоянию на 2021 год он работал тренером

## Личная жизнь
У Мукунку есть жена Бонгуэли и двое детей, мальчик Джордан и девочка Присилья, а также трое приёмных детей. Супруга также была футболисткой, играла за конголезский клуб «Милинга» и женскую сборную Конго. Является последователем кимбангизма.